# Saipan (okręg)

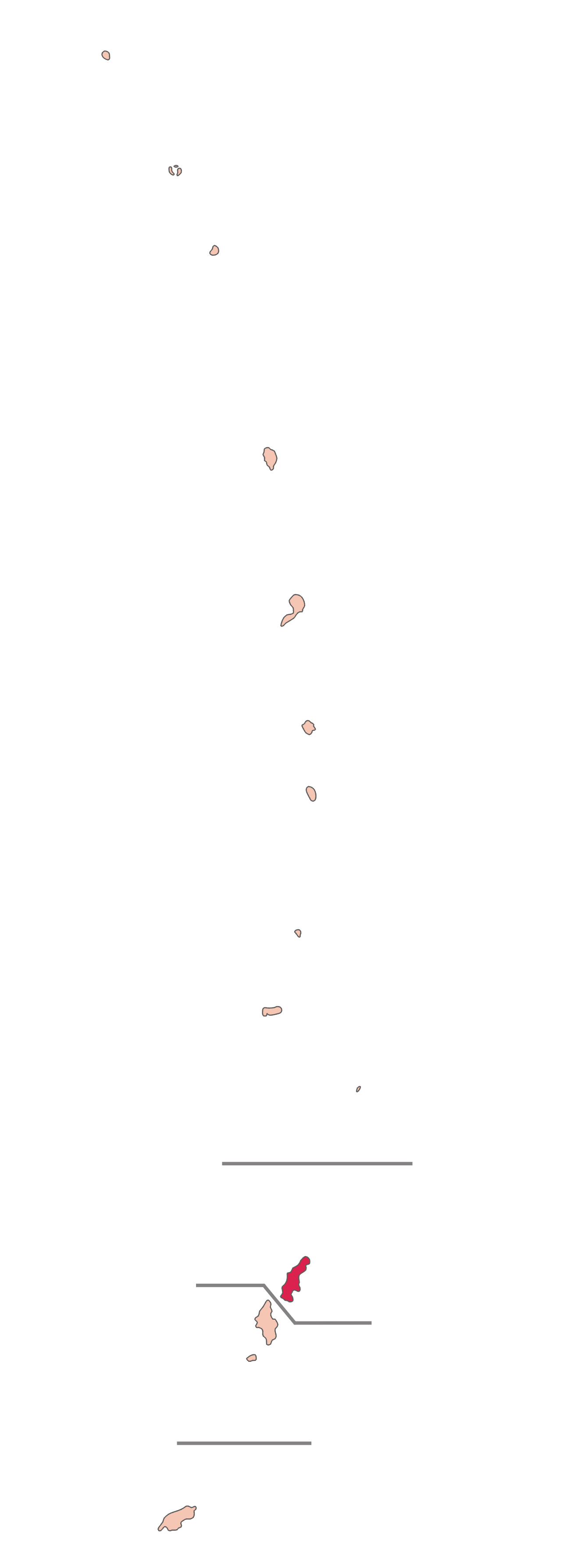
Okręg administracyjny Saipan

Saipan – jeden z czterech okręgów administracyjnych wchodzących w skład Marianów Północnych. Okręg obejmuje wyspę Saipan oraz niewielkie wysepki przybrzeżne zwane Maigo Fahang i Mañagaha.
Okręg zajmuje powierzchnię 115,4 km² i jest zamieszkany przez około 76 200 osób. Stolicą okręgu, a zarazem siedzibą władz całego terytorium, jest miejscowość Capitol Hill.